# 愛媛県総合運動公園
愛媛県総合運動公園（えひめけん そうごううんどうこうえん）は、愛媛県松山市にある運動公園。施設は愛媛県が所有し、公益財団法人愛媛県スポーツ振興事業団が指定管理者として管理・運営を行っている。

## 概要
松山平野の南、松山市と砥部町の市町境（大半の施設は松山市側にあるが、テニスコートは松山市と砥部町に跨がっている）にある通谷池周辺の丘陵地に整備された運動公園で、1980年（昭和55年）に開かれた全国高等学校総合体育大会（インターハイ、四国4県での分散開催）の主会場地区として整備された。2017年に開催された第72回国民体育大会（愛顔つなぐえひめ国体）でも主会場地区となった。陸上競技場や球技場、体育館などを備える。
同敷地内に愛媛県立とべ動物園（公園の西・砥部町側）、えひめこどもの城（公園の南、松山市側）が所在している。

## 沿革
- 1979年10月 - 開園。
- 2008年3月 - 愛媛県総合運動公園陸上競技場にネーミングライツ導入。ニンジニアスタジアムとなる。

## 主な施設

### 球技場
- フィールド 芝、154m×95m[1]
- 収容人員 2,300人[1]
- スコアボード[1]

### 補助競技場
- トラック 1周400m 6コース[2]

### 体育館
主体育館（アリーナ）と補助体育館（サブアリーナ）がある。2016年秋よりBリーグ・愛媛オレンジバイキングスのホームゲームが開催される。2017年の第72回国民体育大会（愛顔つなぐえひめ国体）では体操競技と新体操競技の会場となった。2021年、第88回皇后杯全日本バスケットボール選手権大会2次ラウンドの会場として使用される。

### その他のスポーツ施設
- 弓道場
- テニスコート
- 相撲場

### その他の施設
- 中央広場
- ピクニック広場
- 東広場
- 古代の森
- キャンプ場
- 多目的広場
- こども広場

### 駐車場
- 東駐車場
- 中央駐車場

## ギャラリー

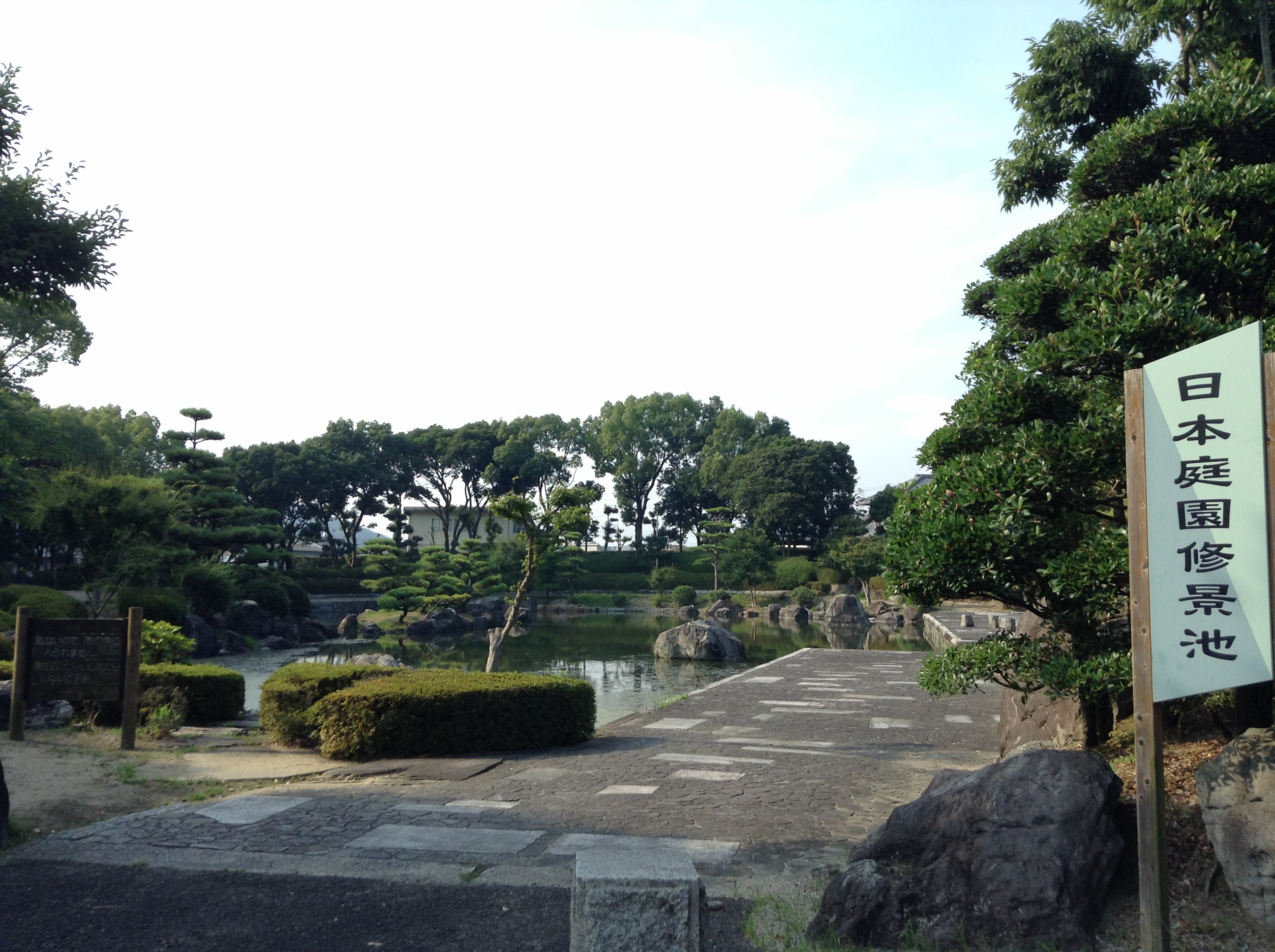
正面入口近くにある「日本庭園修景池」
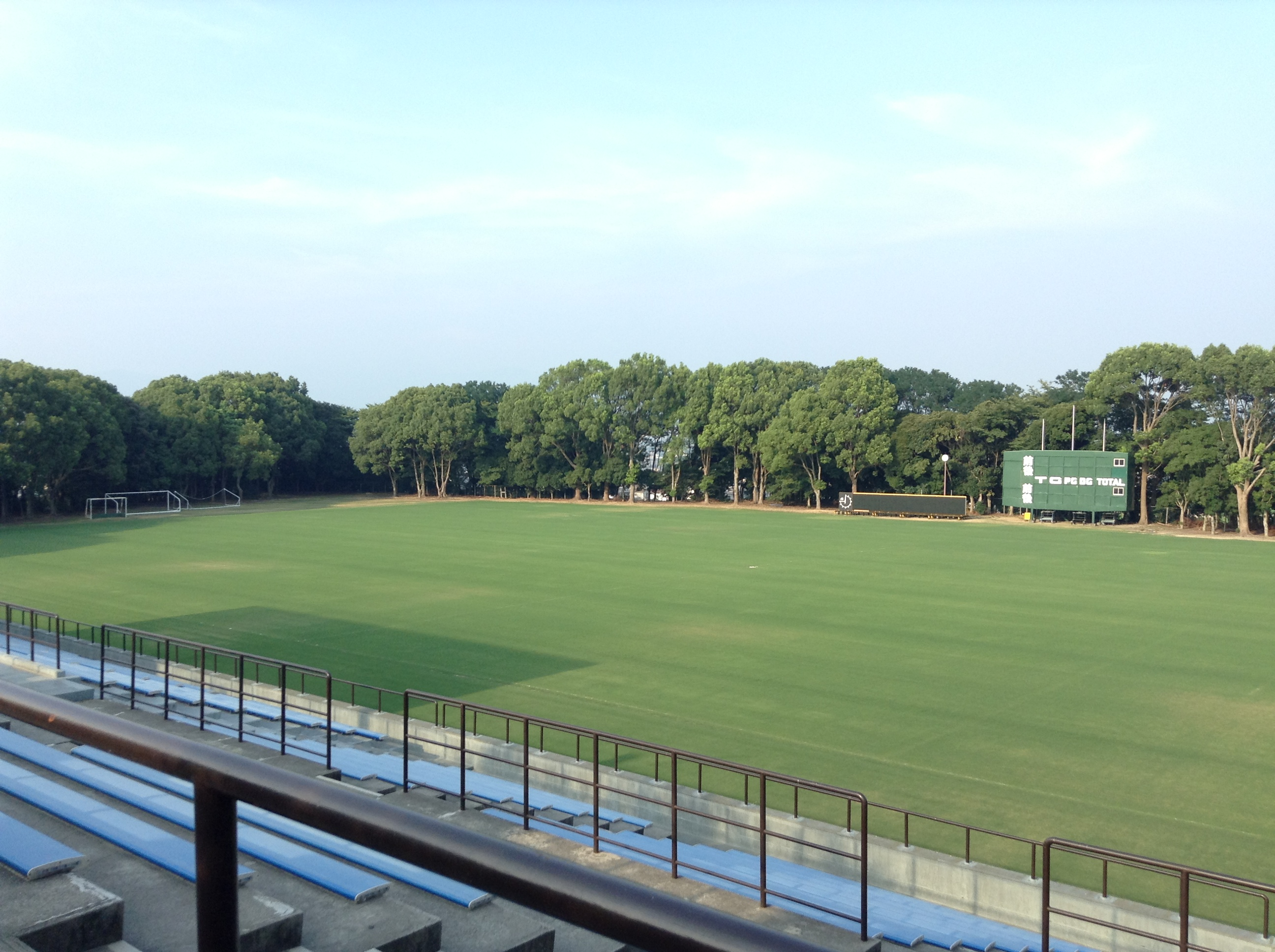
愛媛県総合運動公園球技場
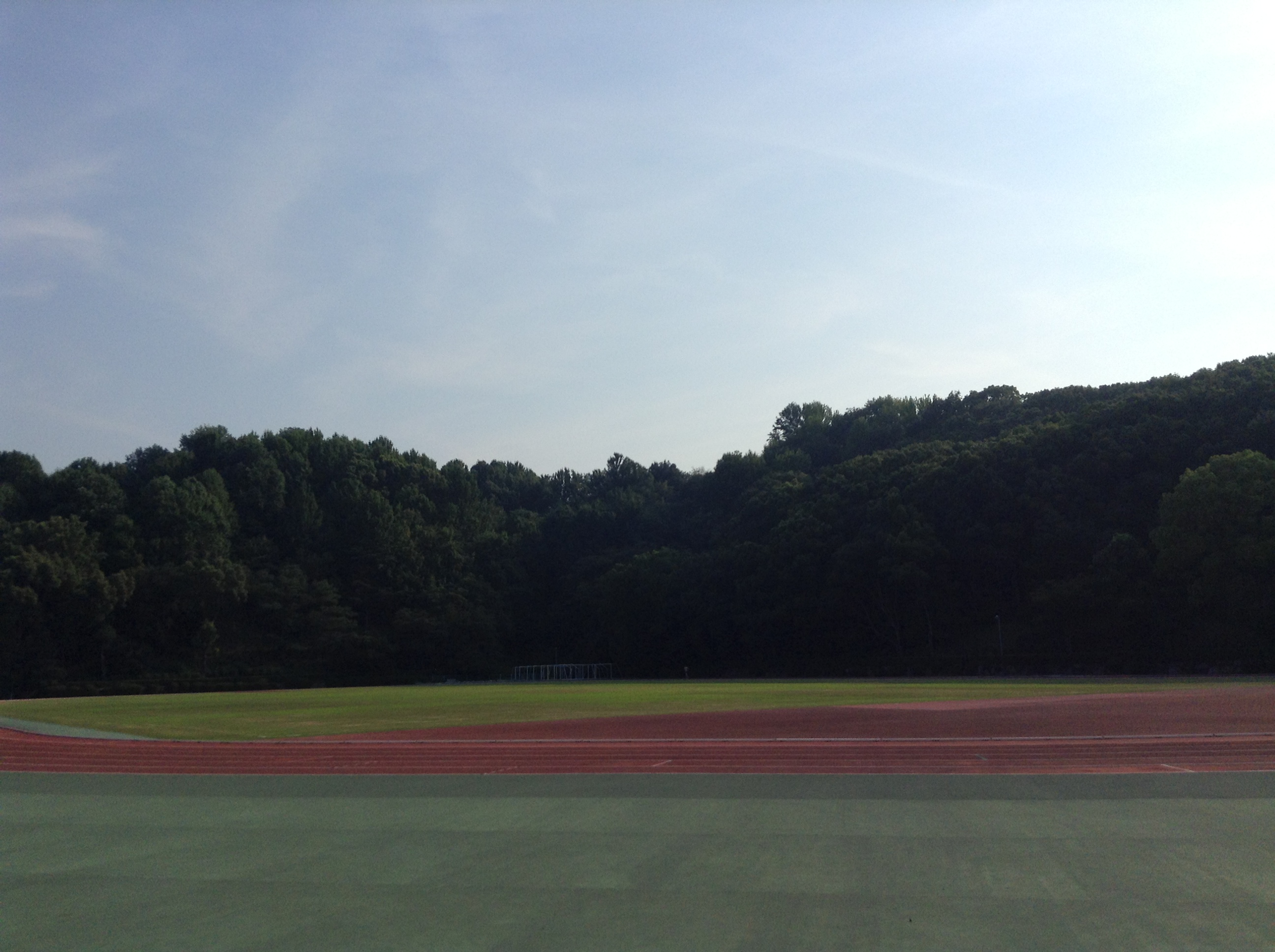
愛媛県総合運動公園補助競技場
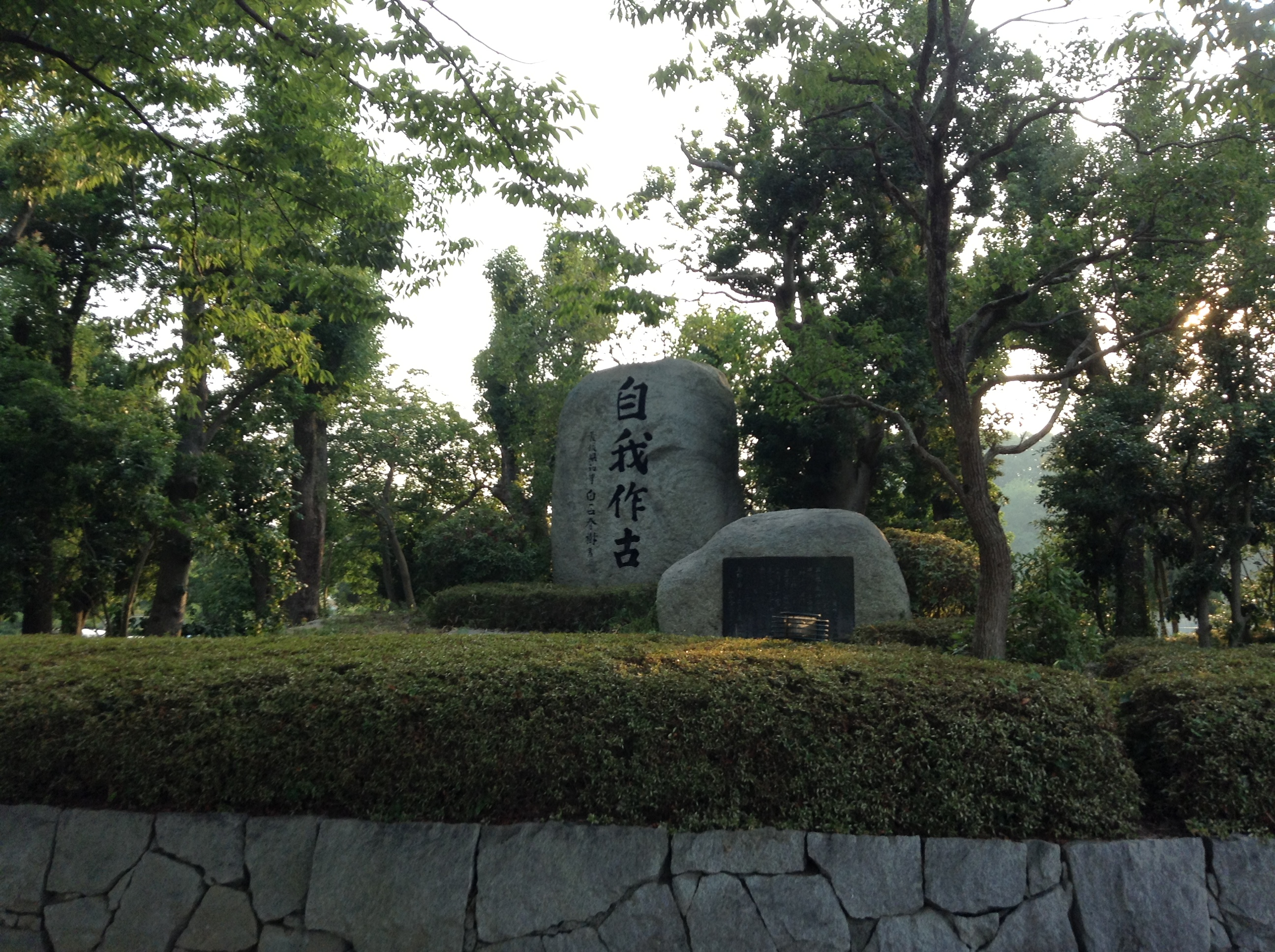
「自我作古」と刻まれた公園内の石碑（字は元愛媛県知事・白石春樹）